# Ettore Rivolta
Ettore Rivolta (Milano, 3 settembre 1904 – Milano, 17 ottobre 1977) è stato un marciatore italiano.

## Biografia
Specialista della marcia, ottenne il suo risultato più importante ai Campionati europei di atletica leggera 1934, disputatisi a Torino, dove ottenne la medaglia di bronzo sulla distanza dei 50 km con il tempo di 4h 54:05.
Nella sua carriera sportiva vanta anche due partecipazioni ai Giochi olimpici, sempre nella specialità della marcia sui 50 km: si classificò infatti 5º alle Olimpiadi del 1932 a Los Angeles e 12º alle Olimpiadi del 1936 a Berlino.